# 维莱塞
维莱塞（義大利語：Villesse），是意大利戈里齐亚省的一个市镇。总面积11平方公里，人口1723人，人口密度156.6人/平方公里（2009年）。ISTAT代码为031025。